# Кен Ловсін
Кеннет Ловсін (англ. Kenneth Lovsin, нар. 4 грудня 1966, Піс-Ривер) — канадський хокеїст, що грав на позиції захисника. Брав участь у зимових Олімпійських іграх у 1994 році в Ліллегаммері.
Володар Кубка Шпенглера.

## Ігрова кар'єра
Професійну хокейну кар'єру розпочав 1990 року.
У 1987 році був обраний на додатковому драфті НХЛ під 6 номером командою «Гартфорд Вейлерс».
Усю професійну клубну ігрову кар'єру, що тривала 8 років, провів, захищаючи кольори команди «Вашингтон Кепіталс», «Белтімор Скіпджекс» та «Мура ІК».
Загалом провів 1 матч у НХЛ.
Виступав за збірну Канади.
У 1998 році, граючи за збірну Канади став володарем Кубка Шпенглера.
На зимових Олімпійських іграх 1994 року став срібним призером.